# Companhia Geral do Grão-Pará e Maranhão

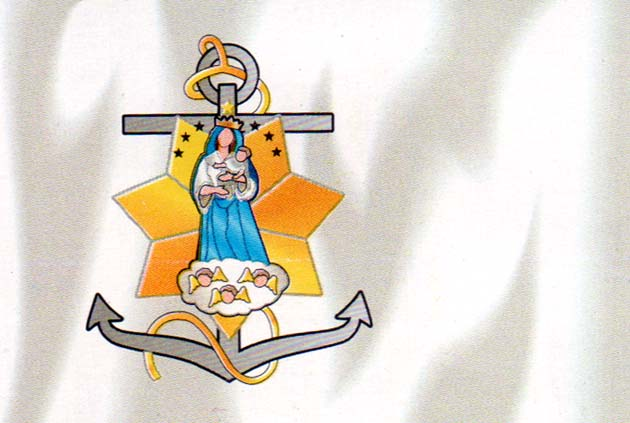
Drapeau de l'entreprise

La Companhia Geral do Grão-Pará e Maranhão, ou Companhia Geral de Comércio do Grão-Pará e Maranhão, était un monopole commercial créé en 1755 au Brésil, pour développer l'Amazonie, par Ie gouvernement du marquis de Pombal (1699-1782), à la veille de la guerre de Sept Ans.
En poste à Londres, le marquis se fait connaître par ses dépêches à la cour de Lisbonne puis épouse la fille du comte d'Arcos, et réfléchit au développement des politiques coloniales, en analysant méticuleusement la formation des deux grands « blocs » de l'époque : Espagne, Autriche et France d'une part, Prusse et Angleterre de l'autre. 
La création de la Companhia Geral do Grão-Pará e Maranhão, dans la région du Pará, va de pair avec un décret sur la liberté des Indiens. L'idée est d'utiliser leur connaissance de la culture du cacao, qui a permis un développement des plantations dans la région de Tucacas, au Venezuela et dans la Colonie française du Darién. Au même moment, beaucoup plus au sud, le français Louis Frederic Warneaux tente d'introduire des plants de cacao dans la région de Bahia, où cette culture ne se développera que dans les années 1830 avec les frères Jetzler.
Sa création fait suite aux problèmes de démarcation de frontières entre les possessions américaines des royaumes espagnol et portugais, à la suite des accords de Madrid (1756), qui préfigurent avec vingt ans d'avance le traité de San Ildefonso (1777). L’Amazonie est alors paradoxalement enclavée et davantage liée à Lisbonne qu’à Bahia ou Rio : en 1742, le navigateur peur relier Belem à Cuiaba par les fleuves, mais le pouvoir royal interdit le passage de crainte que les habitants du Para ne se précipitent vers les mines d’or découvertes dans le centre du Brésil, dans le Minas Gerais. 
Dans la foulée, en 1759, le marquis de Pombal signe le décret d’expulsion des jésuites du Brésil, à l'origine de la décadence de la capitainerie de Sao José do Rio Negro et, en réalité, de nouvelles persécutions contre les Indiens.
Malgré la création de la compagnie, la production amazonienne se maintint autour d'une moyenne annuelle d'un millier de tonnes, alors qu'elle avait progressé au Venezuela et dans la Colonie française du Darién.
La compagnie sera chargée aussi de la traite négrière portugaise en « Haute-Guinée », en Guinée-Bissau, sur les côtes d'Afrique, de 1758 à 1797, qui débouchera sur des plantations de cacao à dans les années 1820.